# わーすたBEST
『わーすたBEST』（わーすたベスト）は、わーすたのベストアルバム。2020年3月25日にiDOL Streetから発売。結成5周年を記念しての初のベストアルバムである。

## 概要
「CD+Blu-ray盤」、「CD盤」、「CD+Blu-ray盤（豪華特殊パッケージ仕様）」の計3形態で発売。CDは2枚組である。
各ディスクに収録されているものは以下のとおりである。
| ディスク                         | 内容 |
| -------------------------------- | --- |
| CD DISC 1                        | シングルのタイトルトラック とアルバム・ミニアルバムのリードトラック、 および、新曲の「グレープフルーツムーン」。 曲順はリリース順。                                                                                                   |
| CD DISC 2                        | わーすたの公式ファンクラブ「わーしっぷ」の会員による投票で選ばれた上位10曲。順不同。 |
| Blu-ray(共通)                    | CD DISC 1に収録されている曲のMV(MVのない「バスタブ・アロマティック」を除く)。 「わーすた STUDIO LIVE "ゆうめいに、にゃる!!!!!" LIVE MOVIE」のうち、 5thシングル「遮二無二 生きる!/バスタブ・アロマティック」のBlu-rayに未収録の映像。 |
| Blu-ray (豪華パッケージ仕様のみ) | 「わーすた VISUAL MOVIE」の映像。他 |

2月7日に公式ファンクラブ「わーしっぷ」のサイト内でDISC 2に収録したい曲の投票結果が発表された。結果は以下の通り。
| 順位 | 曲名                           |
| ---- | ------------------------------ |
| 1位  | KIRA KIRA ホログラム           |
| 2位  | ワンダフル・ワールド           |
| 3位  | SHINING FLOWER                 |
| 4位  | PLATONIC GIRL                  |
| 5位  | ちいさな ちいさな              |
| 6位  | Love Unmelt                    |
| 7位  | スーパーありがとう             |
| 8位  | スタンドアロン・コンプレックス |
| 9位  | Doki Doki♡today                |
| 10位 | NEW にゃーくにゃくにゃ水族館2  |

同時にDISC 2の収録曲順も発表されたが、順位の通りの順番ではなく、選ばれた10曲でアルバムとしての構成を考えたものとなった。また、「ちいさな ちいさな」は本作のために改めて録音される。
Blu-rayに収録される「わーすた STUDIO LIVE "ゆうめいに、にゃる!!!!!" LIVE MOVIE」では、5thシングル「遮二無二 生きる!/バスタブ・アロマティック」のBlu-rayに未収録だった映像が入るが、このうち「Just be yourself」、「ねぇ愛してみて」はYouTubeでも未配信の映像である。
豪華パッケージ仕様のみBlu-rayに収録される「わーすた VISUAL MOVIE」とは、映像の内容としてはコレオビデオ とMusic Video的要素を混ぜ合わせ、動画の終わりにファッション誌の様にわーすたメンバーが着こなした17kg提供の衣装の紹介をまとめた動画を総じてVISUAL MOVIEという表現でまとめている。17kgは韓国のファッションブランドであり、衣装のコーディネートは小玉が全て監修している。

## 収録曲
※作詞者、作曲者、編曲者の名前はmu-moショップ・イベント会場限定盤に封入の歌詞カードに記載されている通り。

### CD
Disc 1.
1. いぬねこ。青春真っ盛り
作詞：鈴木まなか、作曲：鈴木まなか・Hiroki Sagawa・サイトウリョースケ、編曲：鈴木まなか・Hiroki Sagawa
  - インディーズ時代のミニアルバム「いぬねこ。青春真っ盛り」のリードトラック。
2. うるとらみらくるくるふぁいなるアルティメットチョコびーむ
作詞：鈴木まなか、作曲：鈴木まなか・Hiroki Sagawa、編曲：Hiroki Sagawa
  - 1stアルバム「The World Standard」のリードトラック。
3. 完全なるアイドル
作詞：鈴木まなか、作曲：鈴木まなか・Hiroki Sagawa、編曲：Hiroki Sagawa
  - 1stシングル。
4. ゆうめいに、にゃりたい。
作詞：鈴木まなか、作曲：鈴木まなか・Hiroki Sagawa、編曲：Hiroki Sagawa
  - 2ndシングル。
  - シングルバージョンが収録され、イントロのドラマ部分は残された。
5. Just be yourself
作詞：鈴木まなか、作曲・編曲：Kon-K
  - 3rdシングル。
6. 最上級ぱらどっくす
作詞：鈴木まなか・渡邉シェフ、作曲：安藤啓希・須藤隼太、編曲：岸田勇気
  - 4thシングル。2ndアルバム「パラドックス ワールド」のリードトラック。
7. WELCOME TO DREAM
作詞：鈴木まなか、作曲・編曲：加藤裕介
  - ミュージックカード・配信限定シングル。初のCD化。
8. タピオカミルクティー
作詞：SHIROSE from WHITE JAM、作曲：SHIROSE from WHITE JAM・Taiki Kudo、編曲：SHIROSE from WHITE JAM・Yusuke Morita・Sota Kawashima(Ganmi)
  - ミニアルバム「JUMPING SUMMER」のリードトラック。
9. 大志を抱け!カルビアンビシャス!
作詞：みきとP・てにをは、作曲・編曲:みきとP
  - ミニアルバム「GIRLS, BE AMBITIOUS!」のリードトラック。
10. くらえ!必殺!!ねこパンチ★ 〜私達、戦うにゃこたん【レベル5】〜
作詞：鈴木まなか、作曲・編曲：岸田勇気
  - 3rdアルバム「CAT'CH THE WORLD」のリードトラック。
  - 「CAT'CH THE WORLD」ではイントロの坂元の朗読部分が「プロローグ」として別の曲としてクレジットされていたが、本作では「くらえ!必殺!!ねこパンチ★ 〜私達、戦うにゃこたん【レベル5】〜」の一部として扱われ収録されている。
11. メラにゃイザー!!!!! 〜君に、あ・げ・う♪〜
作詞：鈴木まなか・白井美穂、作曲・編曲：岸田勇気
  - ミニアルバム「The Legend of WASUTA」のリードトラック。
12. バスタブ・アロマティック
作詞：hotaru (TaWaRa)、作曲・編曲：岸田勇気
  - 5thシングル(両A面)。
13. 遮二無二 生きる!
作詞：渡邉シェフ・鈴木まなか (Relic Lyric, inc)、作曲：須田悦弘・鈴木まなか (Relic Lyric, inc)、編曲：岸田勇気
  - 5thシングル(両A面)。
14. グレープフルーツムーン
作詞：渡邉シェフ (Relic Lyric, inc)、作曲・編曲：岸田勇気
  - 新曲。
  - 2020年2月14日に豊洲PITで行われた『MelodiX! Fes 2020』で初披露。

Disc 2.
1. KIRA KIRA ホログラム
作詞：鈴木まなか、作曲・編曲：網本ナオノブ
  - 人気投票1位。
2. Doki Doki♡today
作詞：鈴木まなか、作曲・編曲：鈴木まなか・Carlos K.
  - 人気投票9位。
3. ワンダフル・ワールド
作詞：鈴木まなか、作曲：鈴木まなか・福田智、編曲：TAKAROT
  - 人気投票2位。
4. スタンドアロン・コンプレックス
作詞・作曲・編曲：みきとP
  - 人気投票8位。
5. Love Unmelt
作詞・作曲・編曲：浅利進吾
  - 人気投票6位。
6. PLATONIC GIRL
作詞・作曲・編曲：みきとP
  - 人気投票4位。
7. NEW にゃーくにゃくにゃ水族館2
作詞：鈴木まなか、作曲：鈴木まなか・u.z.、編曲：u.z.
  - 人気投票10位。
8. SHINING FLOWER
作詞：鈴木まなか (Relic Lyric, inc)、作曲・編曲：川崎智哉
  - 人気投票3位。
9. スーパーありがとう
作詞：SHIROSE from WHITE JAM、作曲・編曲：SHIROSE from WHITE JAM・NAOTO OKABE
  - 人気投票7位。
10. ちいさな ちいさな -2020 ver.-
作詞：鈴木まなか、作曲：鈴木まなか・Hiroki Sagawa・サイトウリョースケ、編曲：鈴木まなか・Hiroki Sagawa
  - 人気投票5位。
  - 本作が初披露された当時のわーすたは、ボーカルメンバー（廣川・三品）とダンスメンバー（坂元・松田・小玉）に明確に分かれていたため、オリジナルではほとんどのパートを廣川と三品が歌っている。本作では坂元、松田、小玉も含めた全員でパートを振り分け直して歌っている。このバージョンは2020年3月28日に渋谷公会堂で行われた『The World Standard 〜わーすた 5さいになりました!〜』のアンコールで無観客で初披露された。

### Blu-ray
【わーすた MUSIC VIDEO COLLECTION】
1. いぬねこ。青春真っ盛り
2. うるとらみらくるくるふぁいなるアルティメットチョコびーむ
3. 完全なるアイドル
4. ゆうめいに、にゃりたい。
5. Just be yourself
6. 最上級ぱらどっくす
7. WELCOME TO DREAM
8. タピオカミルクティー
9. 大志を抱け!カルビアンビシャス!
10. くらえ!必殺!!ねこパンチ★ 〜私達、戦うにゃこたん【レベル5】〜
11. メラにゃイザー!!!!! 〜君に、あ・げ・う♪〜
12. 遮二無二 生きる!
13. グレープフルーツムーン

【わーすた STUDIO LIVE "ゆうめいに、にゃる!!!!!" LIVE MOVIE】
1. うるとらみらくるくるふぁいなるアルティメットチョコびーむ
2. スタンドアロン・コンプレックス
3. Just be yourself
4. ねぇ愛してみて

以下、豪華パッケージ仕様のみ
【わーすた VISUAL MOVIE】
1. Zili Zili Love
2. 恋するにゃこたん～フリもフラレもあなたのまま～
3. Do on Do ～坊っちゃんいっしょに踊りゃんせ～（Full Size）

【わーすた FREE LIVE "ゆうめいに、にゃる!!!!!" MAKING MOVIE】
【わーすた 5th Anniversary INTERVIEW】
1. わーすた MEMBERS INTERVIEW
2. 5th Anniversary LETTERS

## 音楽配信
2020年3月25日にCDのDisc.1とDisc.2に収録されている24曲が配信された。同時に「グレープフルーツムーン」のMVも配信された。
本作にはハイレゾ音源が配信されなかった1stアルバム「The World Standard」に収録されている曲が複数あり、それらに対してリマスタリング等はなされなかったため、本作はハイレゾ音源でのリリースが見送られた。この結果、「e-onkyo music」は本作の販売ができなくなった。また、「mora qualitas」はCD-DAスペックの音質で配信している。「Amazon Music HD」は過去にハイレゾ音源がリリースされた曲についてはハイレゾ音源が再生されるようにカタログを調整している。
本作は世界初のスマホ向けアニソン定額配信サービス「ANiUTa」でも配信された。5thシングル「遮二無二 生きる!/バスタブ・アロマティック」の配信が見送られていたため、アニメソングである「SHINING FLOWER」がようやく「ANiUTa」でも聴けるようになった。
MVは「グレープフルーツムーン」のMVも配信していることを示す。

## イベント
新型コロナウイルス感染症の流行の影響で3月以降に予定されていたリリースイベント、mu-moショップスペシャルイベントは中止となった。その代わりにネットサイン会の回数を増やす措置をとったが、応募者が殺到し申し込みサイトが落ちたため、通常は先着順の受付が抽選に変更された。
| 日程                | 公演名                                                                | 会場                  | 備考 |
| ------------------- | --------------------------------------------------------------------- | --------------------- | --- |
| 2020年1月19日       | リリースイベント                                                      | 横浜 YTJホール        | イベント内容は公式HP参照。                                                                                 |
| 2020年1月25日       | リリースイベント                                                      | なんばOCAT            | イベント内容は公式HP参照。                                                                                 |
| 2020年2月8日        | リリースイベント                                                      | ららぽーと立川立飛    | イベント内容は公式HP参照。                                                                                 |
| 2020年2月22日       | リリースイベント                                                      | 東京イースト21プラザ  | イベント内容は公式HP参照。                                                                                 |
| 2020年2月23日       | リリースイベント                                                      | ららぽーと柏の葉      | イベント内容は公式HP参照。                                                                                 |
| 2020年3月7日(中止)  | リリースイベント                                                      | 流山おおたかの森 S・C | イベント内容は公式HP参照。                                                                                 |
| 2020年3月8日(中止)  | リリースイベント                                                      | としまえん            | イベント内容は公式HP参照。                                                                                 |
| 2020年3月14日(中止) | リリースイベント                                                      | 神奈川某所            | イベント内容は公式HP参照。                                                                                 |
| 2020年3月15日(中止) | リリースイベント                                                      | (未定)                | イベント内容は公式HP参照。                                                                                 |
| 2020年3月25日(中止) | リリースイベント                                                      | 都内某所              | イベント内容は公式HP参照。                                                                                 |
| 2020年2月11日       | mu-moショップスペシャルイベント                                       | エイベックスビル      | 個別握手会、個別撮影会、グループ撮影会他。イベント内容詳細は公式HP参照。                                   |
| 2020年4月4日(中止)  | mu-moショップスペシャルイベント                                       | エイベックスビル      | 個別握手会、個別撮影会、グループ撮影会他。イベント内容詳細は公式HP参照。                                   |
| 2020年11月22日      | mu-moショップスペシャルイベント                                       | LINE ビデオ通話       | 4月4日分振替開催。特典内容が「LINEビデオ通話オンライントーク」に変更された。イベント内容詳細は公式HP参照。 |
| 2020年1月29日       | ネットサイン会                                                        | LINE LIVE             | イベント内容は公式HP参照。                                                                                 |
| 2020年3月5日        | ネットサイン会                                                        | LINE LIVE             | イベント内容は公式HP参照。                                                                                 |
| 2020年3月8日        | ネットサイン会                                                        | LINE LIVE             | イベント内容は公式HP参照。                                                                                 |
| 2020年3月15日       | ネットサイン会                                                        | LINE LIVE             | イベント内容は公式HP参照。                                                                                 |
| 2020年3月25日       | 「わーすたBEST」発売記念! わーすたデジタルビンゴ大会 & ネットサイン会 | LINE LIVE             | イベント内容は公式HP参照。                                                                                 |